# Thread protocol
Thread és un protocol de comunicacions sense cables via ràdio-freqüència (xarxa sense fil). Està dirigit al sector domèstic (domòtica), edificis terciaris (immòtica) i a ciutats (urbòtica: xarxa d'àrea metropolitana). Thread està basat en la norma IEEE 802.15.4 i 6LoWPAN (que implementa IPv6), destinat a crear xarxes d'àrea personal de baixa potència i baixa velocitat de transmissió de dades. Aquest protocol pot ésser emprat en la Internet de les coses.

## Introducció
Característiques principals del protocol Thread :
1. Orientat a dispositius de baix cost, curt abast (100m en camp obert) i baix consum d'energia (ideal per a dispositius a bateria).
2. Baixa potència d'emissió segons normativa del Institut Europeu de Normes de Telecomunicació ETSI 300 220.
3. Utilitza una banda sense llicència ISM.
4. Empra una topologia de Xarxa en Malla per a aconseguir un abast més llarg.
5. És un protocol totalment obert, programari lliure :
  1. Avantatge : hi ha molts proveïdors del maquinari i per tant el cost pot ser molt baix.
  2. Desavantatge : aquesta llibertat d'implementació fa que hi hagi molts problemes de compatibilitat entre els diferents fabricants.

## Arquitectura

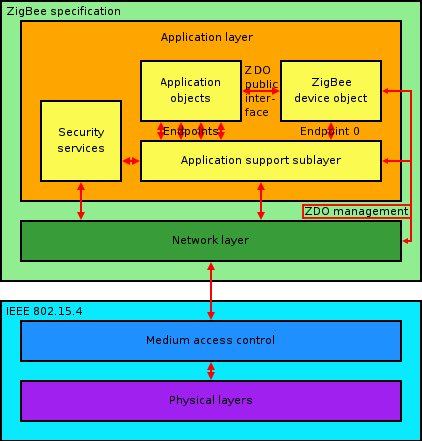
Fig.1 Estructura OSI de capes

Thread s'estructura en les següents capes, veure Fig.1
- Capa física (PHY) definida per la norma IEEE 802.15.4
- Capa d'enllaç de dades (MAC) definida per la norma IEEE 802.15.4
- Capa de xarxa definida pel protocol obert 6loWPAN.
- Capa de transport definida per l'especificació Thread.
- Capa d'aplicació definida per ZigBee (llenguatge dotdot[4]), HomeKit, ipSO, ECHONET...

## Circuit integrats que implementen Thread
- Silicon labs: EFR32MG, EM358x,EM359x
- NXP: KW41z,KW21Z, KW2XD, MCR20A
- NORDIC : nRF52840

Comparativa de paràmetres:
| IC      | Transceptor CPU+Transceptor | Protocols                          | CPU           | Flaix (màx) | RAM  | E2PROM | OTA | Freqüència Cristall MHz | Seguretat                                                            | Perifèrics                    | E/S | Tempo- ritzadors | ADC | Consum Rx | Consum Tx | Sensibilitat Rx | Encapsulat | Consulta |
| ------- | --------------------------- | ---------------------------------- | ------------- | ----------- | ---- | ------ | --- | ----------------------- | -------------------------------------------------------------------- | ----------------------------- | --- | ---------------- | --- | --------- | --------- | --------------- | ---------- | -------- |
| EFR32MG | CPU+Transceptor             | ZigBee 6LowPAN Thread Bluetooth LE | ARM Cortex-M4 | 256KB       | 32KB | -      | Sí  | 40                      | AES256/128 Hardware Crypto Accelerator with ECC, SHA-1, SHA-2        | UART SPI IrDA I2S RTC DMA I2C | 31  | 7                | 1   | 9,8mA     | 19,5 dBm  | -94 dBm         | 48 QFN     | 2017     |
| EM358x  | CPU+Transceptor             | ZigBee Thread                      | ARM Cortex-M3 | 512KB       | 32KB | -      | Sí  | 12                      | AES 128 hardware encryption engine with true random number generator | UART SPI USB DMA TWI          | 32  | 2                | 1   | 27mA      | 8 dBm     | -100 dBm        | 48 QFN     | 2017     |
| KW2xD   | CPU+Transceptor             | ZigBee Thread                      | ARM Cortex-M4 | 512KB       | 64KB | 4KB    | Sí  | 50                      | AES CAU DES, 3DES, AES, MD5, SHA-1, and SHA-256 algorithms           | DMA UART SPI USB I2C          | 40  | 12               | 8   | 19mA      | 8 dBm     | -102 dBm        | 56 lga     | 2017     |